# All In
«All In» es el segundo sencillo de la banda de rock alternativo Lifehouse de su álbum Smoke & Mirrors. 

## Posicionamiento
| Listas (2010)                       | Posiciones |
| ----------------------------------- | ---------- |
| Australia (ARIA)                    | 71         |
| Países Bajos (Mega Single Top 100)  | 88         |
| Estados Unidos (Adult Contemporary) | 25         |
| Estados Unidos (Adult Top 40)       | 6          |